# Melinoessa obrussata
Melinoessa obrussata là một loài bướm đêm trong họ Geometridae.